# Neomochtherus africanus
Neomochtherus africanus är en tvåvingeart som först beskrevs av Ricardo 1919.  Neomochtherus africanus ingår i släktet Neomochtherus och familjen rovflugor.
Artens utbredningsområde är Kenya. Inga underarter finns listade i Catalogue of Life.